# Xã Crowfoot, Quận Mountrail, Bắc Dakota
Xã Crowfoot (tiếng Anh: Crowfoot Township) là một xã thuộc quận Mountrail, tiểu bang Bắc Dakota, Hoa Kỳ. Năm 2010, dân số của xã này là 18 người.